# 三重県道612号多度東員線
三重県道612号多度東員線（みえけんどう612ごう たどとういんせん）は、三重県桑名市から員弁郡東員町に至る一般県道である。

## 概要
桑名市多度町古野（この）から員弁郡東員町大字鳥取に至る。
以前は三重県道612号沢鳥取線（みえけんどう612ごう さわとっとりせん）と称していたが、2001年（平成13年）4月1日に起点側が延長され、路線名が変更された。

### 路線データ
- 起点：桑名市多度町古野（三重県道611号大泉多度線交点）
- 終点：員弁郡東員町鳥取（鳥取交差点）

## 歴史
- 1959年（昭和34年）1月25日 - 三重県道612号沢鳥取線としてに路線認定[1]された。当時は員弁郡東員町鳥取地区内で完結する路線であった。
- 2001年（平成13年）4月1日 - 起点が員弁郡東員町鳥取字沢から桑名郡多度町（当時）に変更となり、名称も三重県道612号多度東員線に改められた。しかし、いまだに旧称の「沢鳥取線」と表記した文書やウェブサイトも多い。

## 路線状況

### 重複区間
- 三重県道611号大泉多度線旧道（員弁郡東員町大字鳥取 - 員弁郡東員町大字鳥取・鳥取（沢）交差点）

### 交通量
平日12時間交通量
| 地点                 | 交通量  |
| -------------------- | ------- |
| 員弁郡東員町大字鳥取 | 3,583台 |

## 地理

### 通過する自治体
- 三重県
  - 桑名市 - 員弁郡東員町

### 交差する道路
| 交差する道路                                          | 市町村名 | 市町村名 | 交差する場所       | 交差する場所      |
| ----------------------------------------------------- | -------- | -------- | ------------------ | ----------------- |
| 三重県道611号大泉多度線                               | 桑名市   | 桑名市   | 多度町古野（この） | 起点              |
| 三重県道611号大泉多度線 / 旧道 重複区間起点           | 員弁郡   | 東員町   | 大字鳥取           |                   |
| 国道421号 三重県道611号大泉多度線 / 旧道 重複区間終点 | 員弁郡   | 東員町   | 大字鳥取           | 鳥取（沢）交差点  |
| 三重県道14号菰野東員線                                | 員弁郡   | 東員町   | 大字鳥取           | 鳥取交差点 / 終点 |

### 沿線
- 桑名国際ゴルフ倶楽部
- 西桑名ネオポリス
- 東員町立笹尾西小学校
- 鳥取神社